# Circondario della Saale-Orla
Il circondario della Saale-Orla (in tedesco: Saale-Orla-Kreis, targa SOK) è un circondario (Landkreis) della Turingia, in Germania.
Comprende 12 città e 64 comuni.

Capoluogo e centro maggiore è Schleiz.

## Suddivisione amministrativa

### Città e comuni
Tra parentesi gli abitanti al 31 dicembre 2021, il capoluogo della comunità amministrativa è contrassegnato da un asterisco.
Città e comuni indipendenti
1. Bad Lobenstein, città (5 745)
2. Gefell, città (2 461)
3. Hirschberg, città (2 110)
4. Pößneck, città (11 654)
5. Remptendorf (3 367)
6. Rosenthal am Rennsteig (3 921)
7. Saalburg-Ebersdorf, città (3 300)
8. Schleiz, città (8 800)
9. Tanna, città (3 456)
10. Wurzbach, città (2 956)

Comuni con funzione di comunità amministrativa (Erfüllende Gemeinde)

1. Neustadt an der Orla, città (9 022), amministra il comune di:
  1. Kospoda (378)

### Comunità amministrative (Verwaltungsgemeinschaft)
- Verwaltungsgemeinschaft Oppurg (5 316)

1. Bodelwitz (576)
2. Döbritz (169)
3. Gertewitz (131)
4. Grobengereuth (196)
5. Langenorla (1 221)
6. Lausnitz bei Neustadt an der Orla (307)
7. Nimritz (324)
8. Oberoppurg (156)
9. Oppurg * (1 116)
10. Quaschwitz (68)
11. Solkwitz (58)
12. Weira (392)
13. Wernburg (602)

- Verwaltungsgemeinschaft Ranis-Ziegenrück (6 719)

1. Eßbach (234)
2. Gössitz (298)
3. Keila (74)
4. Krölpa (2 528)
5. Moxa (78)
6. Paska (93)
7. Peuschen (444)
8. Ranis, città * (1 648)
9. Schmorda (82)
10. Schöndorf (256)
11. Seisla (136)
12. Wilhelmsdorf (219)
13. Ziegenrück, città (629)

- Verwaltungsgemeinschaft Seenplatte (3 953)

1. Dittersdorf (455)
2. Görkwitz (303)
3. Göschitz (206)
4. Kirschkau (200)
5. Löhma (279)
6. Moßbach (393)
7. Neundorf (bei Schleiz) (259)
8. Oettersdorf * (820)
9. Plothen (244)
10. Pörmitz (163)
11. Tegau (382)
12. Volkmannsdorf (249)

- Verwaltungsgemeinschaft Triptis (5 872)

1. Dreitzsch (408)
2. Geroda (230)
3. Lemnitz (371)
4. Miesitz (269)
5. Mittelpöllnitz (282)
6. Rosendorf (166)
7. Schmieritz (395)
8. Tömmelsdorf (122)
9. Triptis, città * (3 629)